# An Acoustic Night at the Theatre
Albums de Within Temptation
Black Symphony
(2008) The Unforgiving
(2011)
An Acoustic Night At The Theatre est le deuxième album live du groupe néerlandais de metal symphonique Within Temptation, enregistré à Eindhoven en novembre 2008 et sorti le 2 novembre 2009 sur le label Roadrunner Records. Comme le souligne le titre, il s'agit d'un live acoustique tiré du Theatre Tour.

## Pistes de l'album
| No  | Titre              | Auteur                                                  | Durée |
| --- | ------------------ | ------------------------------------------------------- | ----- |
| 1.  | Towards the End    | Sharon Den Adel, Martijn Spierenburg, Robert Westerholt | 3:27  |
| 2.  | Stand my Ground    | Den Adel, Daniel Gibson, Han Kooreneef, Westerholt      | 3:53  |
| 3.  | Caged              | Den Adel                                                | 5:19  |
| 4.  | All I Need         | Den Adel, Westerholt                                    | 5:20  |
| 5.  | Frozen             | Den Adel, Gibson, Westerholt                            | 4:31  |
| 6.  | Somewhere          | Den Adel, Anneke van Giersbergen, Westerholt            | 4:19  |
| 7.  | The Cross          | Den Adel, Spierenburg, Westerholt                       | 4:57  |
| 8.  | Pale               | Den Adel, Westerholt                                    | 5:08  |
| 9.  | What Have You Done | Den Adel, Gibson, Westerholt, Keith Caputo              | 4:33  |
| 10. | Memories           | Den Adel, Spierenburg, Westerholt                       | 4:00  |
| 11. | Forgiven           | Den Adel, Spierenburg, Westerholt                       | 4:42  |
| 12. | Utopia             | Den Adel, Gibson, Chris Jones                           | 3:49  |